# Хуан Гьо-ан
Хуан Гьо-ан (на корейски: 황교안; коригирана романизация на корейския език: Hwang Kyo-ahn) е южнокорейски адвокат и политик, от 2015 година министър-председател на Южна Корея.

## Образование
През 1976 завършва гимназията „Кьонги“. През 1981 завършва университета „Сонгюнкуон“ с бакавърска степен по право, а през 2006 взема и степен магистър.

## Политическа кариера
През 2013 се присъединява към кабинета на Пак Кън Хе като министър на правосъдието. По това време играе ключова роля в конституциония съд на Южна Корея по делото срещу Обединената прогресивна партия, която е обвинена в заговор за преврат поддържан от Северна Корея. Делото завършва със забрана за партия да съществува, което от една страна е прието като удар за свободата на словото.
През май 2015, Хуан е избран за министър-председател, след като И Уон-ку е обвинен в подкуп. 
През юли по време на посещение в малкия град Сонджу, Гьо-ан е замерван с яйца и бутилки минерална вода от местното население, които са против настаняването на система за противоракетна отбрана на САЩ в града поради здравни и екологични причини.
Хуан е сочен като най-лоялния и непоколебим в кабинета на президента Пак. Въпреки това, един месец преди импийчмънта ѝ, на фона на скандала, в който е замесена тя го уволнява. След като правителството не може да избере заместник го остава на позицията му.
На 9 декември 2016 след като Народното събрание гласува отстраняването на Пак от поста ѝ, заради политическия скандал и последвалия импийчмънт, Хуан заема позицията на президент. Очаква се Хуан Гьон-ан да бъде президент шест месеца, докато съда реши дали да върне Пак на позицията или да я отстрани от офиса. За ролята си на временен президент Хуан споделя, че чувства дълбока отговорност за скандала и се извинява на народа. През май 2017 за нов президент е избран Мун Че-ин. 